# Hôn nhân vàng
Hôn nhân vàng (tiếng Hàn: 금 나와라, 뚝딱!; Romaja: Geum Nawara, Ttukttak!, tiếng Anh: Pots of Gold) là bộ phim tình cảm – hài Hàn Quốc phát sóng năm 2013 trên đài MBC. Bộ phim có sự góp mặt của dàn diễn viên nổi tiếng như Han Ji-hye, Yeon Jung-hoon, Lee Tae-sung, Lee Soo-kyung, Baek Jin-hee, Park Seo-joon...
Bộ phim là câu chuyện xoay quanh những cuộc hôn nhân bề ngoài tưởng chừng như đầm ấm nhưng bên trong lại đầy nước mắt của một gia đình thuộc tầng lớp trung lưu của xã hội Hàn Quốc những năm đầu thập niên 2010.

## Nội dung
Jung Mong-hee và Son Yoo-na là hai chị em sinh đôi nhưng được hai gia đình khác nhau nhận nuôi. Mong-hee là một cô gái bán trang sức dạo vui vẻ và chăm chỉ, có mơ ước được trở thành nhà thiết kế trang sức. Trong khi đó, Yoo-na lại là cô tiểu thư lạnh lùng, con dâu cả của một nhà tài phiệt giàu có ở phố Cheongdam-dong và có bố mẹ là tỷ phú đang định cư bên Hoa Kỳ.
Sau một thời gian chung sống không hòa hợp, Yoo-na quyết định ly hôn với chồng là Park Hyun-soo. Gia đình của Hyun-soo hiện là chủ của một công ty trang sức lớn ở Hàn Quốc. Do là con trai trưởng, anh được gia đình kỳ vọng sẽ trở thành người thừa kế của công ty. Tuy nhiên, em trai của Hyun-soo là Hyun-joon lại muốn được ngồi vào chiếc ghế CEO đó. Do vậy, Hyun-joon đã cùng với vợ của mình là Min Seung-eun, một nhà thiết kế trang sức nổi tiếng, lập ra nhiều kế hoạch nhằm tranh giành quyền thừa kế công ty.
Khi vô tình gặp được Mong-hee, Hyun-soo đã nhờ cô giả làm người vợ đã ly hôn của mình. Cũng từ đó, vô số các tình huống hài hước, dở khóc dở cười nảy sinh, gắn kết cả hai người lại với nhau. Cho đến một ngày, Hyun-soo nhận ra rằng tình yêu và hạnh phúc đã lại một lần nữa mỉm cười với anh.

## Diễn viên

### Diễn viên chính
- Han Ji-hye vai Jung Mong-hee / Son Yoo-na
- Yeon Jung-hoon vai Park Hyun-soo
- Lee Tae-sung vai Park Hyun-joon
- Lee Soo-kyung vai Min Seung-eun
- Park Seo-joon vai Park Hyun-tae
- Baek Jin-hee vai Jung Mong-hyun

### Gia đình của Mong-hee
- Choi Myung-gil vai Yoon Shim-duk
- Gill Yong-woo vai Jung Byung-hoo
- Ban Hyo-jung vai Kim Pil-nyu
- Choi Joo-bong vai Jung Pan-geum
- Kim Ji-young vai Choi Kwang-soon
- Kim Hyung-joon vai Jung Mong-kyu
- Kim Kwang-kyu vai Jung Byung-dal
- Jo Eun-sook vai Haeng-ja
- Kim Dan-yool vai Jung Doo-ri

### Gia đình của Hyun-soo
- Han Jin-hee vai Park Soon-sang
- Lee Hye-sook vai Jang Duk-hee
- Geum Bo-ra vai Min Young-ae

### Các diễn viên khác
- Han Bo-reum vai Lee Mi-na
- Kim Ye-won vai Kwak Min-jung
- Kim Da-hyun vai Jin Sang-chul
- Park Min-ha vai Jin Ah-ram
- Lee Kyung-jin vai Jin-sook
- Kim Byung-ok vai Hwang Jong-pal

### Khách mời
- Shin Eun-jin vai Anna
- Jung Hye-sun vai bà của Hyun-soo
- Kim Myung-gook vai Oh Sang-goo
- Go Hye-sung vai cô gái điếm
- Won Jong-rye
- Jeon Soo-kyung

## Xếp hạng
Ở bảng đánh giá sau, con số màu xanh biểu thị cho lượt xếp hạng thấp và con số màu đỏ biểu thị cho lượt xếp hạng cao.
| Năm 2013 | Năm 2013                | Năm 2013     | Năm 2013          | Năm 2013            | Năm 2013            |
| Tập      | Ngày chiếu tại Hàn Quốc | TNmS Ratings | TNmS Ratings      | AGB Nielsen Ratings | AGB Nielsen Ratings |
| Tập      | Ngày chiếu tại Hàn Quốc | Toàn quốc    | Vùng thủ đô Seoul | Toàn quốc           | Vùng thủ đô Seoul   |
| -------- | ----------------------- | ------------ | ----------------- | ------------------- | ------------------- |
| 1        | 6 tháng 4               | 7.2%         | 8.9%              | 7.1%                | 8.2%                |
| 2        | 7 tháng 4               | 8.2%         | 10.0%             | 8.2%                | 9.6%                |
| 3        | 13 tháng 4              | 10.7%        | 12.4%             | 10.1%               | 11.0%               |
| 4        | 14 tháng 4              | 11.5%        | 13.7%             | 11.5%               | 12.8%               |
| 5        | 20 tháng 4              | 11.5%        | 12.8%             | 10.7%               | 11.7%               |
| 6        | 21 tháng 4              | 12.5%        | 14.5%             | 11.8%               | 13.0%               |
| 7        | 27 tháng 4              | 11.4%        | 13.4%             | 11.7%               | 13.2%               |
| 8        | 28 tháng 4              | 12.1%        | 13.9%             | 11.5%               | 12.9%               |
| 9        | 4 tháng 5               | 12.6%        | 14.7%             | 12.5%               | 14.3%               |
| 10       | 5 tháng 5               | 13.4%        | 15.3%             | 14.2%               | 15.9%               |
| 11       | 11 tháng 5              | 11.8%        | 13.8%             | 13.0%               | 14.5%               |
| 12       | 12 tháng 5              | 15.4%        | 17.8%             | 15.1%               | 17.1%               |
| 13       | 18 tháng 5              | 14.1%        | 17.1%             | 13.5%               | 14.8%               |
| 14       | 19 tháng 5              | 14.3%        | 16.3%             | 15.7%               | 17.3%               |
| 15       | 15 tháng 5              | 13.5%        | 15.8%             | 14.6%               | 16.8%               |
| 16       | 26 tháng 5              | 16.0%        | 18.2%             | 17.0%               | 19.1%               |
| 17       | 1 tháng 6               | 15.0%        | 18.3%             | 15.8%               | 17.8%               |
| 18       | 2 tháng 6               | 15.2%        | 17.7%             | 16.4%               | 18.4%               |
| 19       | 8 tháng 6               | 14.5%        | 16.7%             | 15.4%               | 17.1%               |
| 20       | 9 tháng 6               | 15.1%        | 17.1%             | 15.6%               | 16.7%               |
| 21       | 15 tháng 6              | 14.0%        | 15.9%             | 14.9%               | 16.6%               |
| 22       | 16 tháng 6              | 14.9%        | 17.4%             | 16.8%               | 18.8%               |
| 23       | 22 tháng 6              | 14.8%        | 17.1%             | 16.1%               | 18.6%               |
| 24       | 23 tháng 6              | 16.5%        | 18.3%             | 16.9%               | 18.7%               |
| 25       | 29 tháng 6              | 14.6%        | 17.4%             | 15.0%               | 16.1%               |
| 26       | 30 tháng 6              | 15.4%        | 18.3%             | 16.8%               | 17.8%               |
| 27       | 6 tháng 7               | 16.0%        | 18.8%             | 16.4%               | 18.3%               |
| 28       | 7 tháng 7               | 18.8%        | 21.9%             | 20.5%               | 22.2%               |
| 29       | 13 tháng 7              | 15.9%        | 19.4%             | 16.5%               | 18.9%               |
| 30       | 14 tháng 7              | 17.0%        | 20.6%             | 17.3%               | 19.6%               |
| 31       | 20 tháng 7              | 16.0%        | 19.0%             | 17.0%               | 20.0%               |
| 32       | 21 tháng 7              | 16.5%        | 20.1%             | 18.4%               | 20.9%               |
| 33       | 27 tháng 7              | 15.3%        | 18.9%             | 17.0%               | 19.0%               |
| 34       | 28 tháng 7              | 16.2%        | 19.3%             | 17.0%               | 18.8%               |
| 35       | 3 tháng 8               | 15.6%        | 19.7%             | 16.5%               | 18.1%               |
| 36       | 4 tháng 8               | 16.6%        | 20.4%             | 17.4%               | 19.5%               |
| 37       | 10 tháng 8              | 16.0%        | 19.7%             | 17.3%               | 19.3%               |
| 38       | 11 tháng 8              | 16.5%        | 19.8%             | 17.6%               | 19.6%               |
| 39       | 17 tháng 8              | 17.0%        | 19.6%             | 19.3%               | 21.7%               |
| 40       | 18 tháng 8              | 18.5%        | 22.7%             | 20.0%               | 22.6%               |
| 41       | 24 tháng 8              | 16.0%        | 18.7%             | 19.2%               | 20.9%               |
| 42       | 25 tháng 8              | 18.2%        | 21.7%             | 20.6%               | 23.0%               |
| 43       | 31 tháng 8              | 18.1%        | 21.3%             | 19.7%               | 22.6%               |
| 44       | 1 tháng 9               | 18.4%        | 21.8%             | 21.2%               | 23.6%               |
| 45       | 7 tháng 9               | 19.4%        | 23.7%             | 20.5%               | 22.9%               |
| 46       | 8 tháng 9               | 20.0%        | 24.0%             | 22.7%               | 25.5%               |
| 47       | 14 tháng 9              | 20.8%        | 24.9%             | 21.9%               | 23.0%               |
| 48       | 15 tháng 9              | 21.0%        | 25.0%             | 22.0%               | 23.6%               |
| 49       | 21 tháng 9              | 20.8%        | 24.5%             | 20.0%               | 21.0%               |
| 50       | 22 tháng 9              | 20.2%        | 23.2%             | 22.3%               | 24.6%               |

## Giải thưởng và đề cử
| Năm  | Giải thưởng                 | Hạng mục                                                      | Diễn viên      | Kết quả   |
| ---- | --------------------------- | ------------------------------------------------------------- | -------------- | --------- |
| 2013 | Mnet 20's Choice Awards     | 20's Booming Star - Nữ                                        | Baek Jin-hee   | Đề cử     |
| 2013 | Korea Drama Awards          | Nam diễn viên mới xuất sắc nhất                               | Park Seo-joon  | Đoạt giải |
| 2013 | APAN Star Awards            | Nữ diễn viên xuất sắc nhất                                    | Han Ji-hye     | Đề cử     |
| 2013 | APAN Star Awards            | Nam diễn viên mới xuất sắc nhất                               | Park Seo-joon  | Đề cử     |
| 2013 | APAN Star Awards            | Giải ăn mặc phong cách                                        | Yeon Jung-hoon | Đoạt giải |
| 2013 | Giải thưởng Truyền hình MBC | Phim truyền hình của năm                                      | Hôn nhân vàng  | Đề cử     |
| 2013 | Giải thưởng Truyền hình MBC | Nữ diễn viên xuất sắc nhất hạng mục Phim truyền hình dài tập  | Han Ji-hye     | Đoạt giải |
| 2013 | Giải thưởng Truyền hình MBC | Nam diễn viên xuất sắc nhất hạng mục Phim truyền hình dài tập | Yeon Jung-hoon | Đoạt giải |
| 2013 | Giải thưởng Truyền hình MBC | Giải thưởng diễn xuất vàng hạng mục Nữ diễn viên              | Choi Myung-gil | Đề cử     |
| 2013 | Giải thưởng Truyền hình MBC | Giải thưởng diễn xuất vàng hạng mục Nữ diễn viên              | Geum Bo-ra     | Đề cử     |
| 2013 | Giải thưởng Truyền hình MBC | Giải thưởng diễn xuất vàng hạng mục Nữ diễn viên              | Lee Hye-sook   | Đoạt giải |
| 2013 | Giải thưởng Truyền hình MBC | Nam diễn viên mới xuất sắc nhất                               | Park Seo-joon  | Đề cử     |
| 2013 | Giải thưởng Truyền hình MBC | Giải cống hiến                                                | Han Jin-hee    | Đoạt giải |

## Phát sóng ở nước ngoài
- Đài Loan: Phát sóng trên kênh GTV lúc 21:00 từ ngày 24 tháng 9 năm 2013.
- Trung Quốc: Phát sóng trên kênh Xing Kong lúc 19:00 từ ngày 21 tháng 4 năm 2014.
- Hồng Kông: Phát sóng trên kênh Drama Channel lúc 19:00 từ ngày 26 tháng 5 năm 2014.
- Myanmar: Phát sóng trên kênh SKYNET lúc 21:35 từ ngày 18 tháng 1 năm 2014.
- Việt Nam: Phát sóng trên kênh HTV2 lúc 20:00 từ ngày 22 tháng 8 năm 2014.[7]